# Alhassan Yusuf

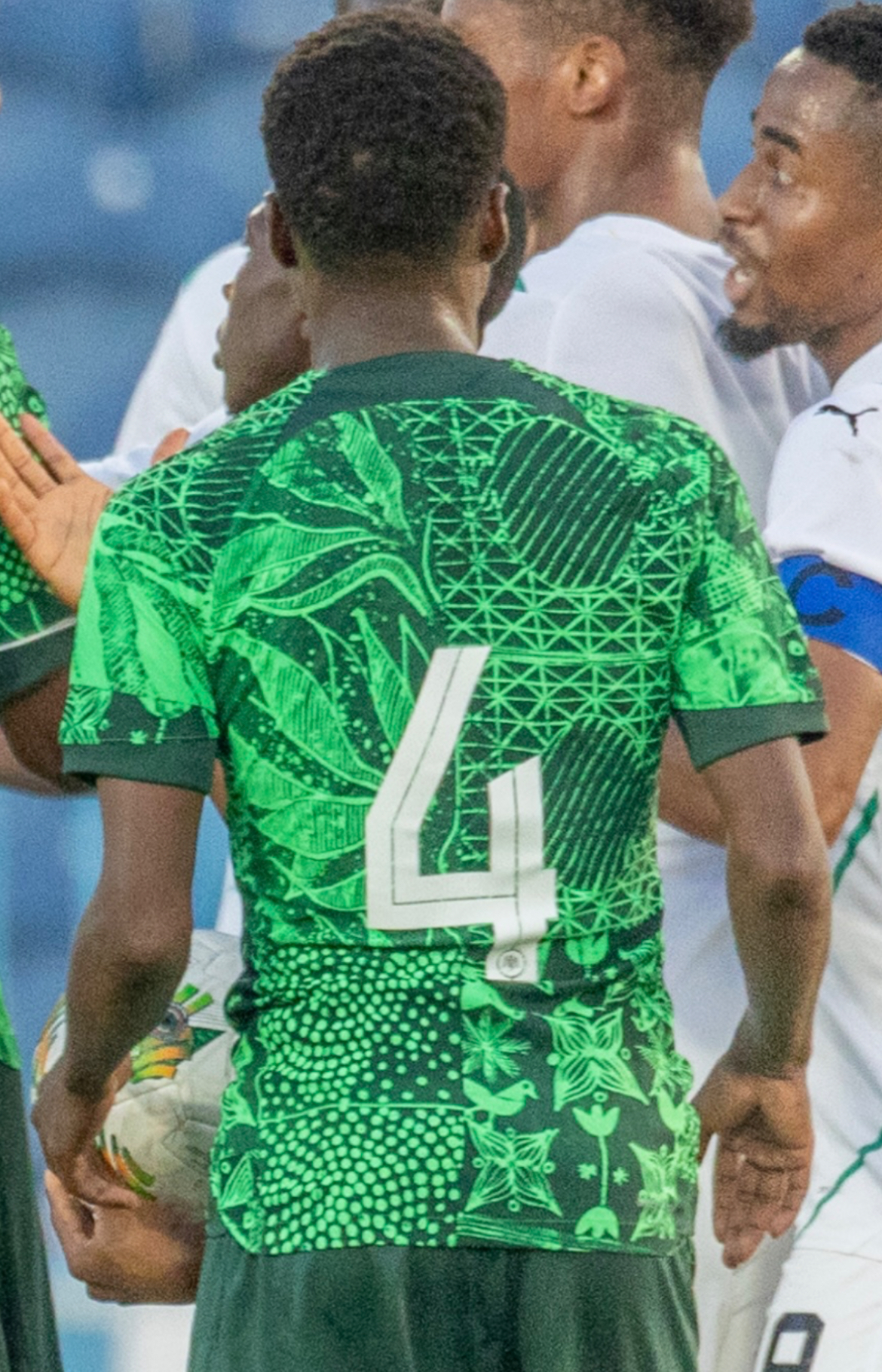
Alhassan Yusuf

Alhassan Yusuf, född 18 juli 2000 i Kano, Nigeria, är en nigeriansk fotbollsspelare som spelar för New England Revolution och Nigerias herrlandslag.

## Karriär
Yusufs moderklubb är FC Hearts. Han spelade med det sammanslagna nigerianska juniorlaget Tiki Taka i Gothia Cup sommaren 2017, där de tog sig till final.
I juli 2018 värvades Yusuf av IFK Göteborg, där han skrev på ett tvåårskontrakt med option på två år till. Den 22 oktober 2018 gjorde Yusuf allsvensk debut i en 2–0-vinst mot IF Brommapojkarna, där han blev inbytt på övertid mot Giorgi Kharaishvili.
I juli 2021 värvades Yusuf av belgiska Royal Antwerp.